# Puccinia silphii
Puccinia silphii ist eine Ständerpilzart aus der Ordnung der Rostpilze (Pucciniales). Der Pilz ist ein Endoparasit der Korbblütlergattung Silphium. Symptome des Befalls durch die Art sind Rostflecken und Pusteln auf den Blattoberflächen der Wirtspflanzen. Sie ist im Osten Nordamerikas verbreitet.

## Merkmale

### Makroskopische Merkmale
Puccinia silphii ist mit bloßem Auge nur anhand der auf der Oberfläche des Wirtes hervortretenden Sporenlager zu erkennen. Sie wachsen in Nestern, die als gelbliche bis braune Flecken und Pusteln auf den Blattoberflächen erscheinen.

### Mikroskopische Merkmale
Das Myzel von Puccinia silphii wächst wie bei allen Puccinia-Arten interzellulär und bildet Saugfäden, die in das Speichergewebe des Wirtes wachsen. Ihre Spermogonien und Aecien sind unbekannt. Die unterseitig auf den Wirtsblättern und an Stängeln wachsenden Telien der Art sind zimt- bis schwarzbraun, kompakt und unbedeckt, sie stehen in dichten, zusammenfließenden Gruppen. Die gold- bis hell kastanienbraunen Teliosporen sind zweizellig, in der Regel langellipsoid und 35–50 × 13–18 µm groß. Ihre Stiele sind hellgolden und bis zu 50 µm lang.

## Verbreitung
Das bekannte Verbreitungsgebiet von Puccinia silphii umfasst das gemäßigte Nordamerika östlich der Rocky Mountains und nordwärts bis Ontario.

## Ökologie
Die Wirtspflanzen von Puccinia silphii sind verschiedene Silphien-Arten. Der Pilz ernährt sich von den im Speichergewebe der Pflanzen vorhandenen Nährstoffen, seine Sporenlager brechen später durch die Blattoberfläche und setzen Sporen frei. Die Art durchläuft einen mikrozyklischen Entwicklungszyklus ohne Uredien, von dem bislang nur Telien sowie deren Wirt bekannt sind; Spermogonien und Aecien konnten ihr nicht zugewiesen werden.